# Pehenuka
Pehenuka war ein altägyptischer Beamter in der 5. Dynastie, der als Wesir amtierte. Daneben hatte er auch andere wichtige Ämter inne, wie das eines Schatzhausvorstehers, eines Vorstehers der Doppelscheune, Vorstehers aller Arbeiten des Königs und Vorstehers der Aktenschreiber des Königs.
Pehenuka ist hauptsächlich von seiner Mastaba in Saqqara (Mariette Nummer D 70) bekannt, bei der es sich um eine der größten privaten Mastabas in Saqqara handelt. Große Teile der Grabdekoration wurden in der Mitte des 19. Jahrhunderts unter Karl Richard Lepsius (Lepsius Grab Nummer LS 15) kopiert und publiziert. Im Grab erscheinen auch die Frau des Pehenuka mit Namen Hetepheres, ein Sohn mit Namen Iti und sein ältester Sohn Ptahchuu.
Die Reliefs der Mastaba sind nach der Auffindung in das Ägyptische Museum zu Berlin gebracht worden, wobei die Scheintür nach der Auffindung stark beschädigt wurde.
Pehenuka datiert wahrscheinlich in die 5. Dynastie. Neben seiner Mastaba befindet sich die des Schepsi, der unter König Sahure amtierte und wahrscheinlich sein Vater war. Pehenuka datiert demnach etwa eine Generation später.